# Лёвин, Борис Алексеевич
Борис Алексеевич Лёвин (11 августа 1949, Железнодорожный, Московская область — 30 июня 2023, Москва) — советский и российский учёный, доктор технических наук, профессор. Ректор Московского государственного университета путей сообщения (МГУПС (МИИТ) (март 1997 — 16 ноября 2018). Президент Российского университета транспорта (РУТ (МИИТ) (2018—2023).

## Биография
Родился 11 августа 1949 года в подмосковном городе Железнодорожный в семье фронтовика-авиамеханика и потомственного железнодорожника, машиниста электропоезда Алексея Петровича Лёвина. В юности под влиянием отца, водившего электрички между Москвой и Петушками (в том числе самый первый электропоезд ЭР1-210), Борис мечтал стать машинистом.
В 1968 году окончил с красным дипломом Московский электротехнический техникум. В 1973 году окончил Московский институт инженеров железнодорожного транспорта (МИИТ) по специальности «Автоматика и телемеханика». В студенческие годы был комиссаром линейного стройотряда и командиром зонального района, учась в аспирантуре — секретарём комитета комсомола МИИТа. С 1973 года — инженер кафедры «Автоматизированные системы управления»; с 1977 года — заведующий аспирантурой МИИТа. В 1989 году по инициативе и под руководством Лёвина на базе аспирантуры создан Отраслевой центр подготовки научно-педагогических кадров.
С 1991 года — ректор Всесоюзного института повышения квалификации руководителей и специалистов железнодорожного транспорта. Под руководством Лёвина институт превратился в передовое учебное заведение России и в 1995 году указом Президента РФ Б. Н. Ельцина преобразован в Российскую академию путей сообщения (РАПС).
С марта 1997 года решением министра МПС РФ — 18-й в истории головного в России железнодорожного вуза ректор Московского государственного университета путей сообщения (МИИТ). При ректоре Лёвине вместо факультетов в МИИТе появились институты с теми же специализациями, но обретшие финансовую самостоятельность. Внебюджетные доходы при ректоре Лёвине возросли с 14% консолидированного бюджета вуза до 76% уже к 2009 году. В период руководства ректора Лёвина Российский университет транспорта с филиальной сетью по всей России вобрал в себя Российскую академию путей сообщения (РАПС), Открытый университет, Первую московскую гимназию, курсы усовершенствования руководящего состава, 17 техникумов и колледжей железнодорожного транспорта по Центральному региону России. Всего к 2018 году под эгидой МИИТа обучалось более 150 тыс. студентов, аспирантов и докторантов по более чем 70 специальностям транспорта и транспортного строительства.
16 ноября 2018 года Б. А. Лёвин, отработав ректором МИИТа 21 год, оставил пост по состоянию здоровья. Его преемником стал Александр Климов.
С 2018 года и до самого дня своей кончины Борис Лёвин был президентом МИИТа. Скончался 30 июня 2023 года на 74-м году жизни после тяжёлой болезни.

## Санкции
6 марта 2022 года после вторжения России на Украину подписал письмо в поддержу российской агрессии. С 9 июня 2022 года находился под персональными санкциями Украины за поддержку войны.

## Звания
Доктор технических наук (1990), профессор (1992).

## Награды
- Орден «За заслуги перед Отечеством» III степени (18 ноября 2021) — за заслуги в научно-педагогической деятельности, в подготовке для транспортной отрасли и многолетнюю добросовестную работу[7]
- Орден «За заслуги перед Отечеством» IV степени (20 июля 2006) — за большие заслуги в научно-педагогической деятельности и значительный вклад в подготовку квалифицированных специалистов
- Орден Александра Невского (31 марта 2016 года) — за заслуги в развитии науки, образования, подготовке квалифицированных специалистов и многолетнюю плодотворную работу[8]
- Орден Почёта (26 декабря 2009) — за достигнутые трудовые успехи и многолетнюю добросовестную работу
- Заслуженный работник высшей школы Российской Федерации (9 июня 2002)
- Лауреат премии Правительства Российской Федерации в области науки и техники (2003)
- Лауреат премии Правительства Российской Федерации в области образования (2010) — за инновационную разработку «Создание нового направления высшего профессионального образования „Инноватика“, его научное и учебно-методическое обеспечение, экспериментальная отработка и широкое внедрение в практику отечественных университетов»[9]
- Медаль Петра Губонина[10] (16 ноября 2018)  — за вклад в развитие университета и многолетнюю плодотворную работу на благо транспортного образования[11]